# Taltzontipan
Taltzontipan är en ort i Mexiko.   Den ligger i kommunen Cuautempan och delstaten Puebla, i den sydöstra delen av landet, 150 km öster om huvudstaden Mexico City. Taltzontipan ligger 1 813 meter över havet och antalet invånare är 287.
Terrängen runt Taltzontipan är bergig österut, men västerut är den kuperad. Terrängen runt Taltzontipan sluttar norrut. Runt Taltzontipan är det ganska tätbefolkat, med 70 invånare per kvadratkilometer. Närmaste större samhälle är Zacatlán, 19,2 km väster om Taltzontipan. I omgivningarna runt Taltzontipan växer i huvudsak blandskog.